# Rich Sommer
Richard Olen Sommer II (sinh ngày 2 tháng 2 năm 1978) là nam diễn viên người Mỹ. Anh được biết đến nhiều qua vai Harry Crane trong sê-ri Mad Men. Một vài phim khác mà anh tham gia có thể kể đến như: The Devil Wears Prada (2006), Celeste and Jesse Forever (2012), The Giant Mechanical Man (2012), hay Hello, My Name Is Doris (2015).

## Thời thơ ấu
Sommer sinh ra tại Toledo, Ohio và lớn lên tại Stillwater, Minnesota.

## Danh sách phim

### Điện ảnh
| Năm  | Tên                         | Vai             | Ghi chú   |
| ---- | --------------------------- | --------------- | --------- |
| 2004 | Death 4 Told                | Donnie          |           |
| 2006 | The Devil Wears Prada       | Doug            |           |
| 2007 | Pose Down                   | Fred            |           |
| 2010 | Radio Free Albemuth         |                 |           |
| 2011 | Mr. Stache                  |                 | Phim ngắn |
| 2012 | Celeste and Jesse Forever   | Max             |           |
| 2012 | The Giant Mechanical Man    | Brian           |           |
| 2012 | Fairhaven                   | Sam             |           |
| 2015 | Hello, My Name Is Doris     | Robert          |           |
| 2015 | My Name Is David            |                 |           |
| 2016 | LBJ                         | Pierre Salinger |           |
| 2017 | Girlfriend's Day            |                 |           |
| 2017 | A Crooked Somebody          | Michael Vaughn  |           |
| 2018 | Summer of 84                | Wayne Mackey    |           |
| 2018 | A Futile and Stupid Gesture | Harry Crane     |           |